# 平塘镇
平塘镇，是中华人民共和国广东省茂名市信宜市下辖的一个乡镇级行政单位。

## 行政区划
平塘镇下辖以下地区：
马安村、新中村、黄龙村、茅垌村、沙子村、厚垌村、罗排村、大湾村、湾龙村、林垌村、童子根村、倒流村、平塘村、罗罅村、檀棉村、坳垌村、甘垌村、北中村、北永村、北南村和麻场村。